# Joscius
Joscius († um 1202) war römisch-katholischer Erzbischof von Tyrus und Kanzler des Königreichs Jerusalem.
Er war Kanoniker und Subdiakon in Akkon, bevor er im November 1172 Bischof von Akkon wurde. 1179 nahm er am Dritten Laterankonzil teil. Im Rahmen dieses Europaaufenthaltes besuchte er im Auftrag von König Balduin IV. von Jerusalem Herzog Hugo III. von Burgund, um dessen Verheiratung mit Balduins Schwester Sibylle zu verhandeln. Zur Eheschließung kam es nicht, Sibylle heiratete stattdessen 1180 Guido von Lusignan.
1186 wurde er als Nachfolger des Geschichtsschreibers Wilhelm von Tyrus Erzbischof von Tyrus. 1187 reiste er in einer Gesandtschaft im Auftrag von Guido von Lusignan, der inzwischen zum König von Jerusalem aufgestiegen war, von Jerusalem nach Tiberias, um mit dessen Rivalen Raimund III. von Tripolis zu verhandeln und einen drohenden Bürgerkrieg zu verhindern. Unterwegs wurde er von einfallenden Truppen Saladins überfallen und sein Gefolge in der Schlacht von Cresson fast vollständig aufgerieben. Joscius gehörte zu den wenigen Überlebenden, die schließlich Tiberias erreichten und eine Aussöhnung zwischen Raimund und Guido aushandelten. Nach der Niederlage von Hattin und dem Fall Jerusalems organisierte Konrad von Montferrat die Verteidigung von Tyrus. Dieser entsandte Joscius als Leiter einer Delegation nach Europa, um dort um Hilfe für das bedrängte Königreich zu werben. In Sizilien traf er sich mit König Wilhelm II., der sogleich eine Flotte entsandte, die wesentlichen Anteil an der Verteidigung von Tripolis haben sollte. Über Rom reiste er weiter nach Frankreich, wo er im Januar 1189 vom englischen König Heinrich II. und dem französischen König Philipp II. empfangen wurde. Er vermittelte einen Frieden zwischen beiden und bewog sie dazu, sich dem Dritten Kreuzzug anzuschließen.
Unter König Heinrich I. von Jerusalem war er ab 1192 auch Kanzler des Königreichs Jerusalem. 1198 war er bei der Gründung des Deutschritterordens anwesend.